# Николаїшин Наталя Іванівна
Николаїшин Наталя Іванівна (*21 липня 1966, Івано-Франківськ, Україна) — українська оперна співачка, сопрано, педагог. Заслужена артистка України, Лауреат Міжнародного конкурсу оперних співаків у Італії (Алькамо, 2000), Першого Міжнародного конкурсу вокалістів ім. І.Паторжинського (Луганськ, 1997), Музичного фестивалю в Німеччині (Бесков, 1997). 
Дипломант конкурсу ім. М.Лисенка (Київ,1997), стипендіат премії ім. І.Козловського (1994–1997).

## Життєпис
Народилася 21 липня 1966 р. в м. Івано-Франківську.
Навчалася в Івано-Франківському педагогічному інституті ім. В.Стефаника на музично-педагогічному факультеті (1983-87 рр.), у Львівській консерваторії на вокальному факультеті (1993-94 рр., клас проф. Володимири Чайки), у Київській консерваторії (1994-97 рр., клас доц. Зінаїди Петрівни Бузини).
У 1997—2000 рр. — асистент-стажист на кафедрі сольного співу Національної музичної академії України, з 2000 — 2006 — викладач кафедри сольного співу.
У 1997—2000 рр. — солістка (сопрано) Національної філармонії України (Київ), з 2000-го — солістка Національної опери України.
Оперні партії: Наталка («Наталка Полтавка» М.Лисенка), Оксана («Запорожець за
Дунаєм» С.Гулака-Артемовського), Мавка («Лісова пісня» В.Кирейка).
Виступає в концертах із оркестром народних інструментів, оркестром Держтелерадіо, філармонії, симфонічним оркестром та хором під керівництвом Р. МакМеріна. Має фондові записи на Українському радіо — сольні номери в кантатах, ораторіях, українські народні пісні, романси, арії українських композиторів.
Крім України виступала на сценах Китаю, Австралії, Ірландії, Югославії, Італії, Росії.